# Raoul Barrière
Raoul Barrière   (Besiers, 3 de març de 1928 - Besiers, 8 de març de 2019) (anomenat "le sorcier de Sauclières") va ser un jugador de rugbi a 15.
Fou un gran pilar de l'Association sportive de Béziers Hérault de 1954 a 1963, després d'haver estat jugador d'Aurillac de 1952 a 1954. Va ser professor d'educació física al Lycée Henri IV de Béziers (on va conèixer els joves Jean-Louis Martin, Olivier Saïsset i Jean-Pierre Hortoland (de qui seria més tard entrenador).
Com a jugador fou campió l'any 1961 i finalista els anys 1960 i 1962, amb Pierrot Danos de capità i Raymond Barthès d'entrenador. Va ser seleccionat per la gira del 1958 a Sud Àfrica on va aprendre molt del joc dels avants.
L'any 1968 comença la seva brillant carrera d'entrenador. L'any 68, amb l'equip de juniors de l'AS Béziers que ha forjat, aconsegueix el títol de campió de França. Aquest equip serà la base de l'aventura hegemònica del club (que duraria del 1971 al 1984, amb 10 títols i 11 finals) que comença amb el títol nacional l'any 1971, seguit dels títols absoluts dels anys 1972, 1974, 1975, 1977 i 1978 (finalista l'any 1976).
Degut a una crisi interna al club, l'any 1978, deixa la banqueta del club, seguit pel capità Richard Astre. I se'n va a entrenar el veí - rival, el RC Narbona.
És autor del llibre Le rugby et sa valeur éducative, Ed. J.Vrin, 1980.
L'any 2006, va ser nomenat Cavaller de la Legió d'Honor.